# Sympterygia acuta
Sympterygia acuta és una espècie de peix de la família dels raids i de l'ordre dels raïformes.

## Morfologia
- Els mascles poden assolir 150 cm de longitud total.[2][3]

## Reproducció
És ovípar i les femelles ponen càpsules d'ous, les quals presenten com unes banyes a la closca.

## Hàbitat
És un peix marí, de clima subtropical (20°S-40°S, 60°W-40°W) i demersal que viu entre 10–188 m de fondària.

## Distribució geogràfica
Es troba a l'oceà Atlàntic sud-occidental: des de Rio de Janeiro (el Brasil) fins al Riu de la Plata (l'Argentina).

## Observacions
És inofensiu per als humans.